# IBM 왓슨 미디어

유스트림이었을 때의 로고

IBM 왓슨 미디어(IBM Watson Media, 과거 IBM 클라우드 비디오)는 IBM이 운영하는 실시간 비디오 스트리밍 플랫폼이다. 2007년 3월 유스트림이라는 이름으로 존 햄과 브래드 헌스터블, 귤레 페헤르가 설립했다. 버락 오바마가 2008년 미국 대통령 선거 유세에 활용하면서 널리 알려졌다. 영어, 일본어, 한국어, 스페인어, 프랑스어, 러시아어로 서비스되고 있다.